# 亞當斯縣 (北達科他州)
亞當斯縣（英語：Adams County）是美國北達科他州西南部的一個縣，南鄰南達科他州，面積2,561平方公里。根據2010年人口普查，本縣共有人口2,343人。本縣縣治為赫廷傑（Hettinger）。
本縣於1907年4月17日成立，縣名以密爾沃基鐵路公司土地收購專員約翰·昆西·亞當斯命名。

## 地理

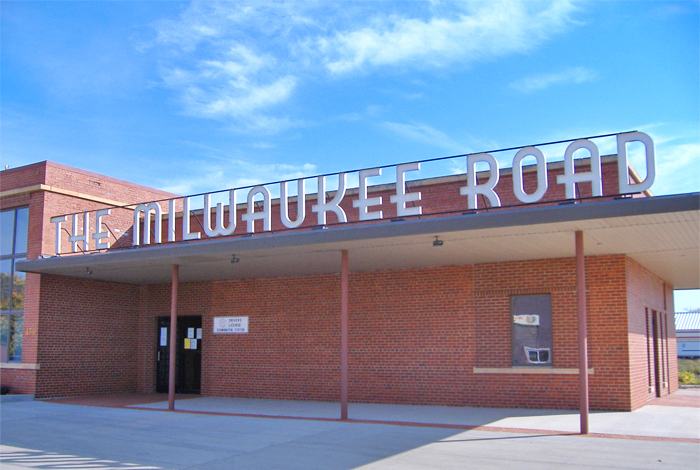
縣治赫廷傑

根據2000年人口普查，亞當斯縣的總面積為989平方英里（2,560平方），其中有988平方英里（2,560平方），即99.91%為陸地；1平方英里（2.6平方），即0.09%為水域。

### 毗鄰縣
- 北達科他州 鮑曼縣：西方
- 北達科他州 斯洛普縣：西北方
- 北達科他州 赫廷傑縣：北方
- 北達科他州 格蘭特縣：東北方
- 北達科他州 蘇縣：東方
- 南達科他州 珀金斯縣：南方
- 南達科他州 哈定縣：西南方

## 人口
| 调查年                            | 人口  | 备注 | %±     |
| --------------------------------- | ----- | ---- | ------ |
| 1910                              | 5,407 |      | —      |
| 1920                              | 5,593 |      | 3.4%   |
| 1930                              | 6,343 |      | 13.4%  |
| 1940                              | 4,664 |      | −26.5% |
| 1950                              | 4,910 |      | 5.3%   |
| 1960                              | 4,449 |      | −9.4%  |
| 1970                              | 3,832 |      | −13.9% |
| 1980                              | 3,584 |      | −6.5%  |
| 1990                              | 3,174 |      | −11.4% |
| 2000                              | 2,593 |      | −18.3% |
| 2010                              | 2,343 |      | −9.6%  |
| 2012年估计                        | 2,311 |      | −1.4%  |
| 美國十年一度的人口普查 2012年估計 |       |      |        |

根據2000年人口普查，亞當斯縣擁有2,593居民、1,121住戶和725家庭。其人口密度為每平方英里2.6居民（每平方公里1居民）。本縣擁有1,416間房屋单位，其密度為每平方英里1.4間（每平方公里0.6間）。而人口是由98.5%白人、0.54%黑人、0.31%土著、0.15%亞洲人、0.04%太平洋岛民、0.12%其他種族和0.35%混血构成。而西班牙裔或拉丁美洲人佔了人口0.27%。在98.5%白人中，有40.6%是德國人、27.9%是挪威人、5.6%是愛爾蘭人。
在1,12住户中，有26.6%擁有一個或以上的兒童（18歲以下）、56.6%為夫妻、5.5%為單親家庭、35.3%為非家庭、32.6%為獨居、17.9%住戶有同居長者。平均每戶有2.24人，而平均每個家庭則有2.85人。在2,593居民中，有23.2%為18歲以下、4.1%為18至24歲、21.7%為25至44歲、27.0%為45至64歲以及24.1%為65歲以上。人口的年齡中位數為46歲，女子對男子的性別比為100：91.5。成年人的性別比則為100：90.6。
本縣的住戶收入中位數為$29,079，而家庭收入中位數則為$34,306。男性的收入中位數為$23,073，而女性的收入中位數則為$18,714，人均收入為$18,425。約8.5%家庭和10.4%人口在貧窮線以下，包括11.1%兒童（18歲以下）及11.1%長者（65歲以上）。